# Salangen
Salangen es un municipio de Troms, Noruega. El centro administrativo es Sjøvegan, Otras localidades son Elvenes, Laberg y Seljeskog.
El municipio se localiza en el Sagfjorden en la zona cento-sur de Troms. El territorio es predominantemente costero, con algunos valles interiores. En Salangen vive la población de murciélagos más septentrional del mundo.

## Evolución administrativa

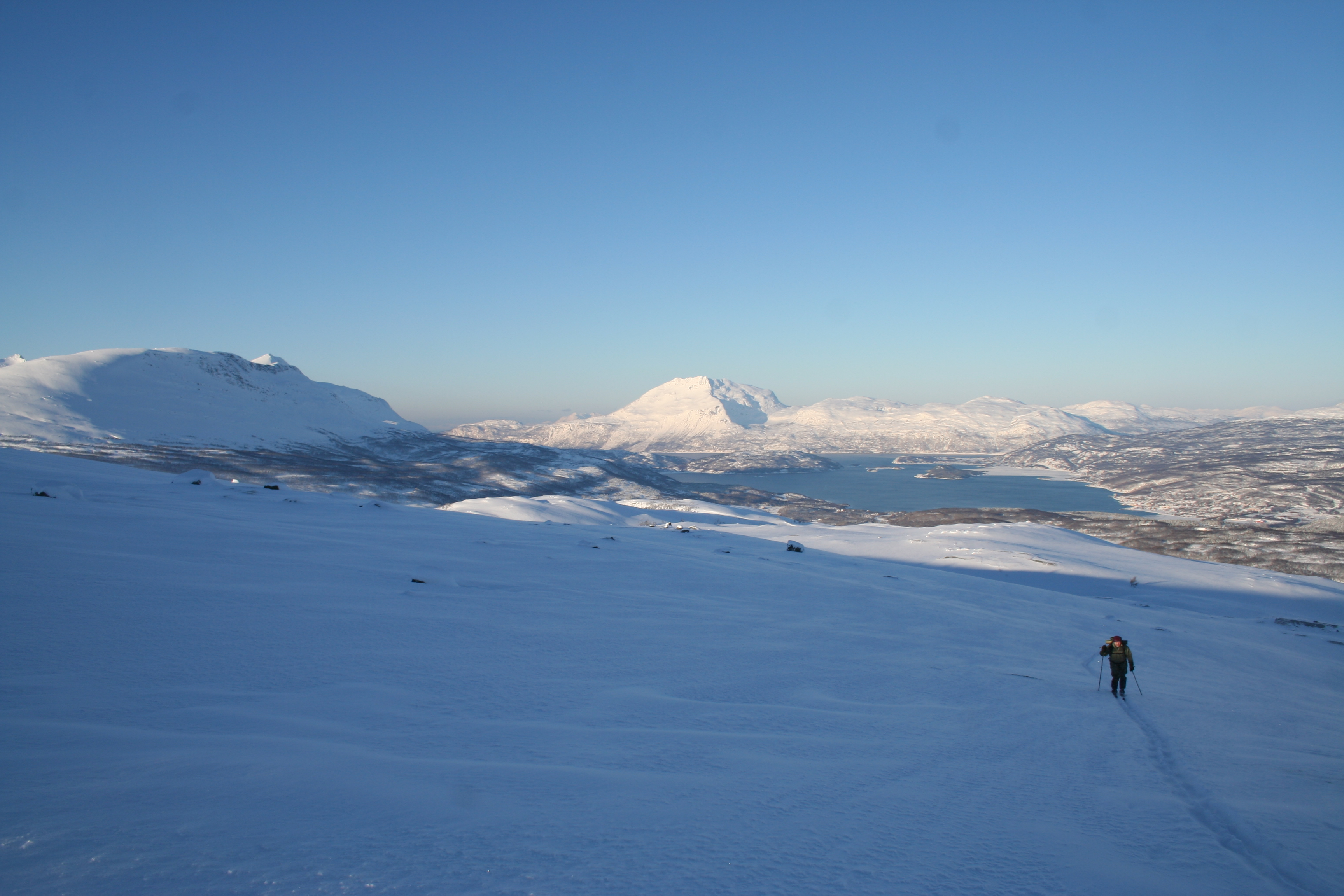
Montañas de Salangen en febrero

Salangen ha sufrido cambios territoriales a lo largo del tiempo, los cuales son:
| Año  | Cambio territorial                                     | Población |
| ---- | ------------------------------------------------------ | --------- |
| 1871 | Creación del municipio tras división de Ibestad        | 1384      |
| 1964 | Se fusiona con Lavangen, bajo el nombre de Salangen    | 4288      |
| 1977 | Se deshace la fusión, Salangen se queda con Lavangsnes | 2611      |

## Etimología
El nombre proviene del fiordo de Salangen (nórdico antiguo: Selangr). El primer elemento es selr que significa «foca» y el segundo angr que significa «fiordo».

## Geografía
El municipio está en el sur de Troms, al extremo noreste del Astafjorden. Colinda con Ibestad al oeste, (conectados por el puente de Mjøsund); Lavangen al sur, Bardu al este y con Dyrøy y Sørreisa al norte.

### Geología
El área es parte de la orogenia caleidoniana formada por una serie de napas que van hacia la costa. Estas sufren una  metamorfosis como resultado de la subducción parcial de Laurentia durante el Paleozoico inicial y medio. En una escala local, está sobre cuarcita (conocida como cuarcita de Bø). En las colinas en del sur, hay esquisto rico en granate (conocido como esquisto de Trollvannet).
Cerca del lago Nervatnet, hacia el pueblo de Strokkenes, existe granito y mármol.

## Gobierno
El municipio se encarga de la educación primaria, asistencia sanitaria, atención a la tercera edad, desempleo, servicios sociales, desarrollo económico, y mantenimiento de caminos locales.

### Concejo municipal
El concejo municipal (Kommunestyre) tiene 19 representantes que son elegidos cada 4 años y estos eligen a un alcalde. Estos son:

### Salangen Kommunestyre 2015-2019
| Partido                            | Número de representantes |
| ---------------------------------- | ------------------------ |
| Partido Laborista                  | 8                        |
| Partido Conservador                | 2                        |
| Partido Demócrata Cristiano        | 1                        |
| Partido de Centro                  | 7                        |
| Partido de la Izquierda Socialista | 1                        |